# Michael Kahn
Michael Kahn, född 8 december 1935 i New York, är en amerikansk filmklippare som ofta har arbetat som sådan för Steven Spielberg. 
Filmerna Kahn har vunnit en Oscar för är Jakten på den försvunna skatten, Schindler's List och Rädda menige Ryan.

## Filmografi (urval)
- 1972 – Wild in the Sky
- 1977 – Närkontakt av tredje graden
- 1978 – Ögon
- 1979 – 1941 – Ursäkta, var är Hollywood?
- 1981 – Jakten på den försvunna skatten
- 1982 – Poltergeist
- 1983 – Twilight Zone – på gränsen till det okända
- 1984 – Indiana Jones och de fördömdas tempel
- 1985 – Goonies – Dödskallegänget
- 1985 – Purpurfärgen
- 1986 – Egen lag
- 1987 – Farlig förbindelse
- 1987 – Solens rike
- 1988 – Arthur - skakad, inte rörd
- 1989 – Indiana Jones och det sista korståget
- 1990 – Imse vimse spindel
- 1991 – Hook
- 1991 – Toy Soldiers
- 1993 – Alive
- 1993 – Jurassic Park
- 1993 – Schindler's List
- 1996 – Casper
- 1996 – Twister
- 1997 – Amistad
- 1997 – The Lost World: Jurassic Park
- 1998 – Rädda menige Ryan
- 1999 – The Haunting
- 2000 – Dubbelspel
- 2001 – A.I. – Artificiell Intelligens
- 2002 – Catch Me If You Can
- 2002 – Minority Report
- 2003 – Lara Croft Tomb Raider: The Cradle of Life
- 2003 – Peter Pan
- 2004 – Lemony Snickets berättelse om syskonen Baudelaires olycksaliga liv
- 2004 – The Terminal
- 2005 – München
- 2005 – Världarnas krig
- 2008 – Indiana Jones och kristalldödskallens rike
- 2008 – Spiderwick
- 2010 – Prince of Persia: The Sands of Time
- 2011 – Tintins äventyr: Enhörningens hemlighet
- 2011 – War Horse
- 2012 – Lincoln
- 2014 – Seventh Son
- 2015 – Spionernas bro
- 2016 – Stora vänliga jätten
- 2017 – The Post
- 2018 – Ready Player One
- 2021 – West Side Story
- 2022 – The Fabelmans